# Aleksa Marković
Aleksa Marković (* 13. April 2001 in Wien) ist ein österreichisch-serbischer Fußballspieler.

## Karriere
Marković begann seine Karriere beim Floridsdorfer AC. Im November 2018 spielte er erstmals für die Amateure des FAC in der fünftklassigen 2. Landesliga. Dies blieb sein einziger Einsatz für das Team. Zur Saison 2019/20 wechselte er nach Deutschland zu den A-Junioren von Rot-Weiß Oberhausen. Nach einer Saison in Deutschland wechselte er zur Saison 2020/21 nach Rumänien zum Erstligisten Sepsi OSK Sfântu Gheorghe. Sein Debüt für Sepsi in der Liga 1 gab er im Jänner 2021, als er am 18. Spieltag der Saison 2020/21 gegen Astra Giurgiu in der 65. Minute für Lóránt Kovács eingewechselt wurde. Bis Saisonende kam er zu zwei Einsätzen für Sepsi. Nach einer Spielzeit verließ er den Verein nach der Saison 2020/21 wieder.
Nach mehreren Monaten ohne Verein wechselte Marković im November 2021 nach Slowenien zum Zweitligisten NK Dekani. Für Dekani kam er insgesamt zu fünf Einsätzen in der 2. SNL. Im Jänner 2022 verließ er den Klub wieder. Daraufhin kehrte er im Februar 2022 nach Österreich zurück und wechselte zum Regionalligisten SV Stripfing. Für Stripfing kam er zu vier Einsätzen in der Regionalliga. Nach der Saison 2021/22 verließ er die Niederösterreicher wieder. Nach einem Jahr ohne Klub kehrte er zur Saison 2023/24 zu Dekani zurück. Für Dekani kam er diesmal zu 16 Zweitligaeinsätzen, ehe er den Verein im Jänner 2024 wieder verließ.
Nach einem halben Jahr ohne Klub kehrte er zur Saison 2024/25 nach Österreich zurück und wechselte zum Regionalligisten SC Neusiedl am See.